# Hartvig Frisch
Pour les articles homonymes, voir Frisch.
Hartvig Frisch, né le 17 janvier 1893 à Hillerød (Danemark) et mort le 11 février 1950 à Copenhague (Danemark), est un homme politique danois, membre des Sociaux-démocrates, ancien ministre et ancien député au Parlement (le Folketing).